# Tatiana Santo Domingo
Tatiana Casiraghi née Santo Domingo, née le 24 novembre 1983 à New York, est un membre de la famille princière monégasque et une héritière de nationalité colombienne et américaine, petite-fille de l'homme d'affaires colombien Julio Mario Santo Domingo, fondateur du groupe Santo Domingo.
Elle est en 2015, d'après le magazine Forbes, la 847e personne la plus riche du monde avec une fortune estimée à 2,2 milliards de dollars américains. Depuis octobre 2019, elle est officiellement la citoyenne (et non résidente) monégasque la plus riche et sa fortune est estimée à 1,7 milliard de dollars en 2023.

## Famille

### Origines
Elle est la fille de Julio Mario Santo Domingo Jr, homme d'affaires colombien et passionné de littérature (fils de Julio Mario Santo Domingo, cité en 2011 comme le deuxième homme le plus riche de Colombie par le magazine Forbes [Tatiana hérite de 1/6 de la fortune de son grand-père en 2011]) et de Vera Rechulski, mondaine brésilienne, propriétaire d'un magasin d'antiquités à Paris. Tatiana Santo Domingo a un frère, Julio Mario Santo Domingo III, né en 1985.

### Mariage

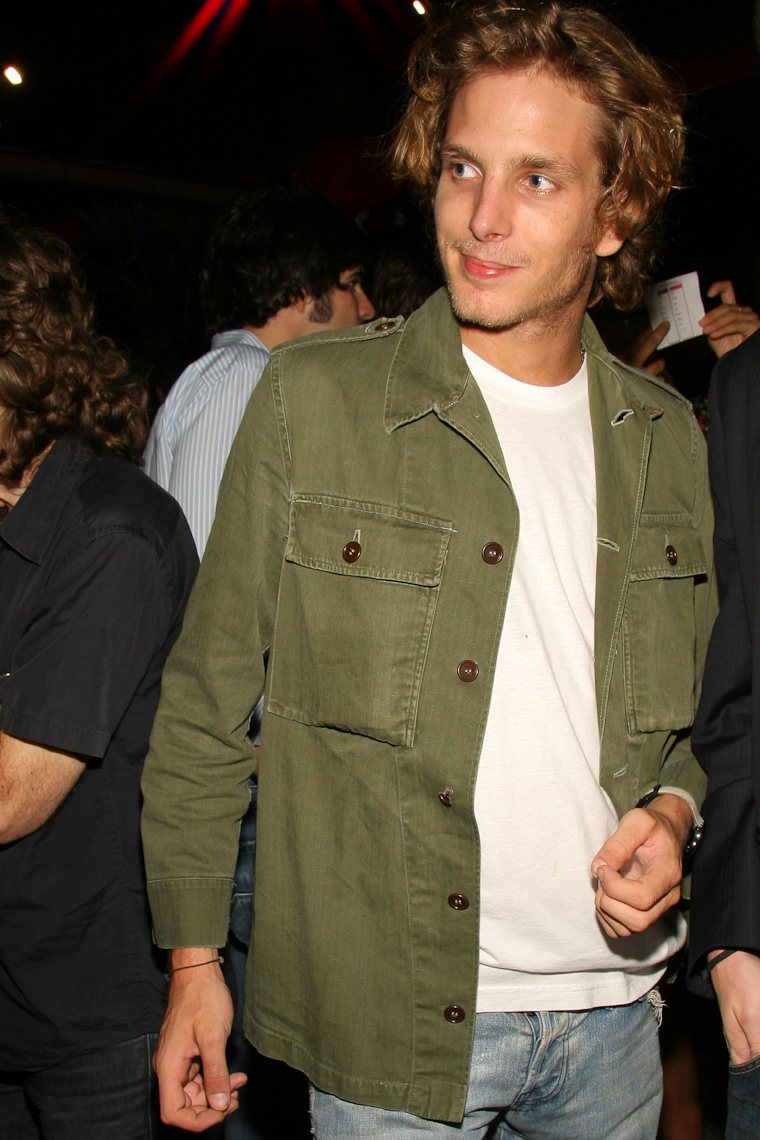
Le compagnon et futur époux de Tatiana Santo Domingo, Andrea Casiraghi, en 2008.

En juillet 2012, la princesse Caroline de Monaco publie un communiqué annonçant qu'Andrea Casiraghi et Tatiana Santo Domingo se sont fiancés, après sept ans de vie commune. Avant leur mariage, Tatiana avait déjà accompagné Andréa Casiraghi à certains des événements les plus importants de Monaco, comme le Bal de la Rose, l'intronisation du prince Albert II, le Grand Prix de Monaco et le mariage du prince Albert et de Charlene Wittstock. 
Andrea Casiraghi, fils aîné de la princesse Caroline de Hanovre, quatrième dans l'ordre de succession au trône monégasque, et Tatiana Santo Domingo se sont mariés, dans une cérémonie civile au Palais Princier de Monaco le 31 août 2013. Une cérémonie religieuse, a ensuite été célébrée à Gstaad, en Suisse, le 1er février 2014.

### Descendance
Le couple a trois enfants, deux garçons et une fille :
1. Alexandre Andrea Stefano Casiraghi, dit Sacha[5] (né le 21 mars 2013 à Londres, Royaume-Uni)[6],[7] ;
2. India[8] Casiraghi (née le 12 avril 2015 à Londres, Royaume-Uni) ;
3. Maximilian Rainier Casiraghi (né le 19 avril 2018 à Londres, Royaume-Uni)[9].

## Biographie
Après avoir fréquenté l'École internationale de Genève et l'Institut Le Rosey, Santo Domingo a fait ses études dans un pensionnat à Fontainebleau, où elle a rencontré son futur mari Andrea Casiraghi. Elle obtient sa maîtrise de beaux-arts à l'université américaine de Londres. Après ses études, elle effectue un stage chez Alberta Ferretti puis chez Giovanni Bianco à New York. Elle travaille ensuite pour le magazine Vanity Fair.
En 2010, Santo Domingo a lancé, en partenariat avec Dana Alikhani, l'entreprise de mode Muzungu Sisters, qui met l'accent sur le commerce équitable qui leur permettent de soutenir les artisans locaux en achetant des vêtements faits à la main à un prix équitable pour en assurer ensuite la commercialisation,. Leur marque a été soutenue par  Eugénie Niarchos, Margherita Missoni et Gaia Repossi.
Santo Domingo soutient plusieurs organisations caritatives, notamment la Fondation Paralysie Cérébrale, qui finance la recherche sur la paralysie cérébrale avec son mari Andrea Casiraghi qui en est le parrain. En août 2006, elle et Andrea Casiraghi ont effectué une visite à Manille au nom de l'Association mondiale des amis de l'enfance et la Fondation Virlanie.

## Récompenses
- 2010 : Best dressed person of the year selon le magazine Vanity Fair[11]